# La Chapelle-Saint-Aubin
La Chapelle-Saint-Aubin település Franciaországban, Sarthe megyében. Lakosainak száma 2252 fő (2022. január 1.). La Chapelle-Saint-Aubin Saint-Saturnin, Trangé, Le Mans, La Milesse és Saint-Pavace községekkel határos.

## Népesség
A település népességének változása:
| Lakosok száma | 2286 | 2398 | 2482 | 2360 | 2331 | 2302 | 2278 | 2268 | 2252 |
|               | 2013 | 2015 | 2016 | 2017 | 2018 | 2019 | 2020 | 2021 | 2022 |